# Bo Matthews
Pour les articles homonymes, voir Matthews.
(en) Statistiques sur pro-football-reference
William Pierce Matthews dit Bo Matthews (né le 15 novembre 1951 à Huntsville) est un joueur américain de football américain.

## Carrière

### Université
Matthews fait ses études à l'université du Colorado, jouant pour l'équipe de football américain des Buffaloes.

### Professionnel
Bo Matthews est sélectionné au premier tour du draft de la NFL de 1974 par les Chargers de San Diego au second choix. Lors de sa première saison, Matthews est titularisé à huit reprises, marquant quatre touchdowns. En 1975, il est nommé running back titulaire des Chargers. La saison suivante, son temps de jeu baisse et se retrouve à entrer en cours de match et marque quatre touchdowns. Il affiche ensuite deux saisons vierge, ne marquant aucun point. En 1979, il marque un touchdown mais n'arrive pas à retrouver une place de titulaire permanent.
En 1980, il signe avec les Giants de New York, jouant sept matchs comme titulaire mais n'arrive pas à s'imposer dans les matchs. Lors de la saison 1981, il fait cinq matchs avec les Giants avant de signer avec les Dolphins de Miami, entrant au cours de trois matchs mais ne réalisant aucune course. Il prend sa retraite après cette triste saison.
En huit saisons en NFL, il aura joué 101 matchs dont 39 comme titulaire, fait 424 courses pour 1566 (moyenne de 3,69 yards par course), onze touchdowns et une moyenne de 15,5 yards par match.